# Rugby Americas North Championship 2019
La Rugby Americas North Championship de 2019 fue la 12.ª edición del torneo que organizó la Confederación Norteamericana.

## Equipos participantes
- Selección de rugby de Bermudas
- Selección de rugby de Guadalupe
- Selección de rugby de Guyana
- Selección de rugby de Jamaica

## Resultados

### Semifinales
| 9 de marzo | Bermudas | 43 - 14 | Jamaica | National Sports Club, Devonshire |  |
|            |          | Reporte |         |                                  |  |

| 27 de abril | Guyana | 5 - 19  | Guadalupe | National Park Rugby Field, Georgetown |  |
|             |        | Reporte |           |                                       |  |

### Final
| 21 de septiembre | Bermudas | 33 - 10 | Guadalupe |  |  |

| Bandera de Bermudas |
| Campeón Bermudas    |
| Tercer título       |